# Wolfgang Laib
Wolfgang Laib (* 25. März 1950 in Metzingen), ist ein deutscher Künstler, vorwiegend bekannt als Bildhauer. Er lebt und arbeitet in einem kleinen Dorf in Süddeutschland und unterhält Ateliers in New York und Südindien. Er vertrat Deutschland 1982 auf der Biennale Venedig und nahm mit seinen Werken an der Documenta 7 1982 und an der Documenta 8 1987 teil. 2015 wurde Wolfgang Laib mit dem Praemium Imperiale für Skulptur in Tokio ausgezeichnet. Er wurde weltbekannt durch seine Installation „Milchsteine“, eine reine Geometrie von weißem Marmor und Milch, als auch mit seinen intensiv strahlenden Installationen mit Blütenstaub. Das Museum of Modern Art in New York zeigte 2013 den bisher größten gestreuten Blütenstaub – 7 m × 8 m – in dem zentralen Atrium des Museums.

## Leben und Werk
Wolfgang Laib wurde am 25. März 1950 in Metzingen als Sohn des Arztes Gustav Laib und seiner Frau Lydia geboren. 1962 zog die Familie in ein kleines Dorf bei Biberach an der Riß. Dort hatte sein Vater ein modernes Glashaus in der unmittelbaren Umgebung von Wiesen und Wäldern gebaut. Jakob Bräckle, ein Landschaftsmaler in Biberach, wurde ein enger Freund der Familie und entfachte bei ihnen die Begeisterung für Kunst. Durch ihn kam sie in Berührung mit den Bildern von Kazimir Malevich, die von dem Architekten Hugo Häring in Biberach verwahrt wurden, bevor sie an das Stedelijk Museum in Amsterdam gingen. Durch diese Freundschaft lernte Laib schon in früher Kindheit fernöstliche Kultur und Philosophie, besonders Lao-tse, Taoismus und Zen-Buddhismus kennen. Reisen der Familie in Europa führten zu den Orten mittelalterlicher Architektur und Kunst. Assisi, das Leben und die Lehren des heiligen Franz von Assisi wurden zu einem starken Einfluss auf das Leben und Werk von Laib. Weitere Reisen führten in verschiedene asiatische Länder, besonders nach Indien.
Trotz seines starken Interesses an der Kunst begann Laib 1968 ein Medizinstudium an der Universität in Tübingen. Je länger das Studium anhielt, je mehr begann er zu zweifeln, was die Medizin in jenem Jahrhundert sei und bedeute. Enttäuscht von westlicher Medizin, sah er die Naturwissenschaften wie auch andere moderne Denkweisen als beschränkt in ihrer Abhängigkeit von Logik und der materiellen Welt. Er interessierte sich zunehmend für die östliche Spiritualität, Philosophie und das Denken, das der Renaissance vorausging. Zu dieser Zeit begann Laib parallel zu seinem Medizinstudium Indologie und besonders Sanskrit zu studieren.
1972, noch inmitten seines Medizinstudiums, begann er an einer Steinskulptur zu arbeiten, in der Form eines ellipsoiden Eies, mit dem Titel Brahmanda (kosmisches Ei in Sanskrit). Mit diesem Werk entschied sich Laib zwar, das Medizinstudium zu vollenden, aber danach den Beruf des Arztes nicht auszuüben und nachfolgend als Künstler zu arbeiten. 1974 schloss er sein Medizinstudium als Dr. med ab, verließ die Universität, und kehrte in das Dorf bei Biberach zurück. Die reichen Erfahrungen des Medizinstudiums in den Krankenhäusern führten ihn zur Schaffung seines ersten Milchsteines als Ausdruck von allem, was er in den letzten Jahren erfahren hatte. Der Milchstein besteht aus einem rechteckigen, polierten, reinweißen Marmor, in dessen zentrale obere Fläche er eine ganz geringe Vertiefung einschliff, um in diese Milch einzufüllen, wobei es zu einer temporären Einheit und Verschmelzung von der vergänglichen Milch und der Festigkeit und Dauer des weißen Marmors kommt.
1977 begann Laib in den Wiesen und Wäldern in der nächsten Umgebung seines Dorfes Blütenstaub zu sammeln. Viele Tage und Monate, von Frühling bis Sommer wurde diese Tätigkeit über viele Jahrzehnte bis heute zu einem ganz wesentlichen Bestandteil seines Lebens. Der Blütenstaub wird in den Ausstellungen auf verschiedene Art und Weise gezeigt – meist als intensiv strahlendes Feld auf den Boden gestreut in rechteckiger Form mit ausfließenden Rändern. In anderen Ausstellungen wird der Blütenstaub in einfachen Gläsern gezeigt oder aber aufgehäuft zu kleinen Bergen.
1976 findet die erste Ausstellung in der Galerie Müller-Roth in Stuttgart statt mit den ersten Milchsteinen. Das war der Beginn von vielen Ausstellungen weltweit über viele Jahrzehnte. 1979 und 1981 fanden die ersten Ausstellungen in New York statt. Er lebte und arbeitete in Tribeca. In dieser Zeit lernte er Carolyn Reep kennen, eine Restauratorin von asiatischer Kunst, die später seine Frau wurde. 1982 nahm er an der Documenta 7 teil und vertrat Deutschland auf der Biennale Venedig, zusammen mit Hanne Darboven und Gotthard Graubner. 1985 zog Carolyn Reep nach Deutschland und beide heirateten. 1986 wurde ihre Tochter Chandra Maria geboren.
Seit 1983 verwendet Laib weitere Materialien, wie Reis, Bienenwachs, Briefsiegel, burmesischen Lack und verschiedene Metalle. Am Anfang standen kleinere Werke aus Bienenwachs, denen dann bald sehr große Installationen, ganze Bienenwachsräume und hohe Stufenpyramiden mit dem Titel Zikkurat folgten. Die Auswahl dieser natürlichen Materialien hat tiefe Bedeutungen, aber sie ist nicht darauf beschränkt. Es geht mehr um ihr inneres Wesen, als Weg zu weit komplexeren Vorstellungen und Ideen. Wie er selbst sagt: „Ich habe mit meinen Kunstwerken getan was ich als Arzt machen wollte. Ich habe meinen Beruf nie gewechselt.“ Es ging ihm immer viel weniger um Innovation oder formale Entwicklung als um Kontinuität. Es geht nicht um eine chronologische Ordnung, mehr um einen Zyklus, wobei dieselbe Form und Materialien immer wieder verwendet werden. Laib sieht sich teilhabend an der Universalität und Zeitlosigkeit, die schon in der Natur vorgegeben sind. In seinen Werken finden Mikro- und Makrokosmos zusammen in einer Weise, die den Ort des Menschen in der Welt neu bestimmt.
Im Jahr 2000 entstand der erste permanente Wachsraum im Roc del Maure in den südlichen Pyrenäen nahe Perignan. Andere Wachsräume folgten, auf dem Ateliersgelände in Süddeutschland, in Sent in der Schweiz, in der Phillips Collection in Washington D.C. und ein 50 m langer Gang für Anselm Kiefer 2014 in Barjac, Südfrankreich. Eine erste Retrospektive seiner Werke tourte von 2000 bis 2002 durch die USA und war u. a. im Hirshhorn Museum, Washington D.C., später auch im Münchner Haus der Kunst zu sehen.
2006 entschloss sich Wolfgang Laib für ein Atelier in einem kleinen Dorf in den Bergen von Madurai, Südindien. Er machte den Vorschlag eines großen Brahmandas, 20 m lang, auf dem kahlen Granitberg Pulimalai in der Nähe von Madurai zu verwirklichen. 2010 erwarben Reep und Laib einen kleinen Raum in Manhattan, der bald zu einem Treffpunkt mit vielen Menschen aus der ganzen Welt wurde und Beziehungen zu der Kunstwelt Amerikas schafft.

## Ausstellungen und Installationen
- 1976: Ausstellung in der Galerie Müller-Roth, Stuttgart[2]
- 1982: Biennale Venedig, zusammen mit Hanne Darboven und Gotthard Graubner[2]
- 1982 und 1987: Documenta[2]
- 1985 Harald Szeemann lädt Laib zu der Ausstellung „Spuren, Skulpturen und Monumente ihrer präzisen Reise“ im Kunsthaus Zürich ein, wo er die Blütenstaubberge „die fünf unbesteigbaren Berge“ zeigt. Für beide vereinigt dieses Werk ihre Visionen und Träume von der Kunst und ihrem Leben. Dies war der Beginn von einer langen und intensiven Beziehung mit vielen Ausstellungen weltweit.[2]
- 2000_ Laib verwirklicht seinen ersten permanenten Wachsraum in den Bergen der südlichen Pyrenäen, Roc del Maure, nahe Perpignan, Frankreich[2]
- 2000–2002: Eine große Retrospektive, kuratiert von Klaus Ottmann, wird in fünf amerikanischen Museen gezeigt, zuerst im Hirshhorn Museum and Sculpture Garden, Washington D.C. und schließlich im Haus der Kunst in München[2]
- 2002–2003: Größere Ausstellungen finden in mehreren Museen in Japan und Korea statt, unter anderem im National Museum of Modern Art in Tokyo, In Toyota City und in Seoul[2]
- 2004: Laib verwirklicht einen großen Wachsraum auf seinem Ateliergelände in Süddeutschland[2]
- 2005: Fondation Beyeler[15]
- 2013: Das Museum of Modern Art in New York zeigt einen großen Blütenstaub – 7 m × 8 m – in dem zentralen Atrium des Museums.[5] Gleichzeitig verwirklicht er einen permanenten Wachsraum in der Phillips Collection in Washington D.C.[16]
- 2014: Anselm Kiefer lädt Laib ein, einen 50 m langen Wachsgang auf seinem Ateliergelände in Barjac, Südfrankreich zu realisieren[13]
- 2014: Laib stellt seine große Stufenpyramide Zikkurat in der Basilika Sant’Apollinare in Classe in Ravenna, Italien aus.[17]
- 2015: Die Ausstellung „Königsklasse III – Zeitgenössische Kunst aus der Pinakothek der Moderne in Schloss Herrenchiemsee“ zeigt eine Installation von Blütenstaub von Kiefern[18]
- 2021: Diriyah-Biennale in Riad, Saudi-Arabien[19]
- 2023: The Beginning of Something Else,[20] Kunstmuseum Stuttgart

Über viele Jahre zeigten folgende Galerien sein Werk:
- Galerie Konrad Fischer, Düsseldorf[21]
- Galerie Sperone Westwater, New York[22]
- Galerie Buchmann, Berlin, Lugano[23]
- Galerie Thaddaeus Ropac, Salzburg, Paris[24]
- Galerie Kenji Taki, Tokyo, Nagoya[25]
- Galerie Alfonso Artiaco, Neapel[26]

## Monographien und Kataloge
- Museum MASI, Lugano, Marc Franciolli und Simone Menegoi: Wolfgang Laib. MASI und Edizioni Casagrande, Lugano 2017. (Enthält eine umfangreiche Chronologie des Künstlers.)
- Ravenna: Wolfgang Laib at Sant'Apollinare in Classe. Mit von Wolfgang Laib ausgewählten Texten und einem Interview mit dem Künstler von Maria Rita Bentini. Gian Enzo Sperone, Turin 2016.
- Fondazione Merz: Wolfgang Laib. Mahayagna - vedisches Feuerritual - mit Brahmanen aus Südindien. Texte von Beatrice Merz und Maria Centonze, Frederico Squarcini, Interview mit dem Künstler von Klaus Ottmann. Turin 2009.
- Marco A. Sorace: „Die Intensität kann so stark sein, dass es keine Trennung gibt“. Zum Verhältnis von Kunst und Meditation bei Wolfgang Laib. In: Meditation. Zeitschrift für christliche Spiritualität und Lebensgestaltung. 35 (2009), S. 30–34.
- Museum Grenoble: Wolfgang Laib. Without place - without time - without body. Text von Guy Tosatto. Musée de Grenoble und Actes Sud, 2008.
- Museum Reina Sofia Madrid: Wolfgang Laib. Sin Principio Sin Fin. Texte von Antonio Gamoneda, José Maria-Medina und Carlos Ortega. Museo Nacional Centro de Arte Reina Sofia, Madrid 2007.
- Hannelore Kersting (Bearb.): Kunst der Gegenwart. 1960 bis 2007. Städtisches Museum Abteiberg Mönchengladbach, 2007, ISBN 978-3-924039-55-4.
- Fondation Beyeler: Wolfgang Laib. Das Vergängliche ist das Ewige. Texte von Katharina Schmidt, Philipp Büttner, Ulf Küster, Christoph Vitali, Harald Szeemann und Wolfgang Laib. Mit einer kurzen Chronologie des Künstlers. Fondation Beyeler, Basel und Hatje Cantz, Stuttgart, 2005.
- Museum Macro, Rom: Wolfgang Laib. Text von Danilo Eccher, Museo Macro. Roma und Electa Edizioni, Mailand 2005.
- Kunstmuseum Bonn und De Pont Museum Tilburg: Die Essenz des Wirklichen. Wolfgang Laib. Zeichnungen und Photographien. Texte von Christoph Schreier und Klaus Ottmann. Kunstmuseum Bonn und De Pont Museum, Tilburg 2005.
- Toyota Municipal Museum of Art: Wolfgang Laib. Text von Tadashi Kanai. Toyota City 2003.
- National Museum of Contemporary Art, Seoul: Wolfgang Laib. Text von Seungwan Kang u. a. Seoul 2003.
- The National Museum of Modern Art, Tokyo: Wolfgang Laib. Text von Tohru Matsumo. Tokyo 2003.
- Retrospektive in USA und deutsche Ausgabe Haus der Kunst, München: Wolfgang Laib. A Retrospective/Retrospektive. Texte von Klaus Ottmann, Margit Rowell. Gespräch mit dem Künstler von Harald Szeemann. Mit einer Chronologie und einer Bibliographie. Englische Ausgabe: AFA, New York und Hatje Cantz, Stuttgart 2000. Deutsche Ausgabe: Haus der Kunst, München und Hatje Cantz, Stuttgart 2002.
- Kunsthaus Bregenz: Wolfgang Laib. Text von Elisabeth Samsonow. Interview mit dem Künstler von Rudolf Sagmeister, Bregenz 1999.
- Musée Carré d’Art, Nimes: Wolfgang Laib. Somewhere Else. Text von Guy Tosatto, Nimes 1999.
- Munstmuseum Bonn und The Museum of Contemporary Art, Los Angeles: Wolfgang Laib. Texte von Klaus Schrenk, Kerry Brougher und Donald Kuspit. Bonn, Los Angeles und Hatje Cantz, Stuttgart 1992.
- Museum Ascona: Wolfgang Laib. Text von Harald Szeemann. Ascona 1992.
- Museum Capc, Bordeaux: Wolfgang Laib. Text von Jean-Marc Avrilla. Bordeaux, 1992.
- Württembergischer Kunstverein Stuttgart: Wolfgang Laib. Texte von Tilman Osterwold, Johannes Cladders, Hans-Joachim Müller, Harald Szeemann. Stuttgart 1989.
- ARC - Musée d’Art Moderne de la Ville de Paris: Wolfgang Laib. Text von Harald Szeemann. Interview mit dem Künstler von Suzanne Pagé. Paris 1986.
- Biennale Venedig, Deutscher Pavillon und Museum Abteiberg Mönchengladbach: Wolfgang Laib. Text von Johannes Cladders. Museum Mönchengladbach und Hatje Cantz, 1982.
- Kunstraum München: Wolfgang Laib. Text von Hermann Kern. München 1978.

## Auszeichnungen und Ehrungen
- 1987: Arnold-Bode-Preis
- 2008: Assoziiertes Mitglied der Académie royale des Sciences, des Lettres et des Beaux-Arts de Belgique[27]
- 2015: Praemium Imperiale für Skulptur, Tokyo[28]

## Sammlungen
- Museum of Modern Art, New York[29]
- The Hirshhorn Museum and Sculpture Garden, Washington D.C.
- The Phillips Collection, Washington D.C.[30]
- The Art Institute of Chicago[31]
- The Museum of Modern Art, San Francisco
- Centre Georges-Pompidou, Paris[32]
- Musée de Grenoble
- Carré d’Art, Nimes
- Musée de Rochechouart
- Kunsthaus Zürich
- Museum St Gallen
- LAC Lugano[33]
- The National Museum of Modern Art, Tokyo
- Toyota Municipal Museum of Contemporary Art, Toyota City, Japan
- The National Museum of Contemporary Art, Seoul
- The Museum Leum, Seoul
- The National Gallery of Australia, Canberra
- The Museum of New South Wales, Sydney
- The Museum of Modern and Contemporary Art, Helsinki
- De Pont Museum, Tilburg, Niederlande
- Pinakothek der Moderne, München[34]
- Kunstmuseum Stuttgart
- Kunstmuseum Bonn
- Staatliche Kunsthalle Karlsruhe
- Sprengel Museum, Hannover